# Pseudomnesicles plagiator
Pseudomnesicles plagiator är en insektsart som först beskrevs av Willy Adolf Theodor Ramme 1941.  Pseudomnesicles plagiator ingår i släktet Pseudomnesicles och familjen Chorotypidae. Inga underarter finns listade i Catalogue of Life.